# Hufnagelalm
Die Hufnagelalm (auch: Hufnaglalm oder Metzger-Alm) ist eine Alm in Grassau.

## Bauten
Der Kaser der Hufnagelalm ist mit dem Jahr 1840 bezeichnet und aus Bruchstein gemauert und verputzt. Der Zugang zum Gebäude liegt an der östlichen Giebelseite. 
Zum Kaser gehören noch ein traufseitig angeschlossener, ebenfalls aus Bruchstein gemauerter Stall sowie ein Stadl hinter dem Kaser.

## Heutige Nutzung
Die Hufnagelalm ist bestoßen, aber nicht bewirtet.

## Lage
Die Hufnagelalm befindet sich im Gebiet der Grassauer Almen auf einer Höhe von etwa 920 m ü. NN. In direkter Nachbarschaft befinden sich die Pelzen-Alm, die Hefteralm und die Rachlalm.